# Phare de Dunkirk
Le phare de Dunkirk (en anglais : Dunkirk Light), également connu sous le nom de phare de Point Gratiot, est un phare actif situé sur le Lac Érié, dans le Comté de Chautauqua (État de New York).
Il est inscrit au Registre national des lieux historiques depuis le 18 décembre 1979 .

## Histoire
Le phare a été construit en 1826 et la tour actuelle a été allumée pour la première fois en 1875. Le phare a été automatisé en 1960 et est toujours opérationnel. La fondation est en pierre de taille et le phare, aussi en pierre de taille, est recouvert de brique. La tour est de forme carrée avec les deux tiers supérieurs en blanc, le tiers inférieur de couleur naturelle et la lanterne en rouge. La lentille d'origine est une lentille de Fresnel de troisième ordre installée en 1857 et toujours en opération. Son utilisation actuelle constitue en fait une rareté. Seuls 70 de ces objectifs sont opérationnels aux États-Unis, dont 16 sur les Grands Lacs, dont deux à New York. À l'entrée de la propriété du parc se trouve le South Buffalo North Side Light (en), anciennement situé dans le port de Buffalo.
Le phare de Dunkirk est ouvert tous les jours sauf le dimanche. Les visites guidées comprennent l'ascension du phare, les musées pour anciens combattants et la boutique de souvenirs.

## Description
Le phare  est une tour quadrangulaire en pierre avec une galerie et une lanterne de 18,5 m de haut, reliée à une ancienne maison de gardien.
Son feu à occultations émet, à une hauteur focale de 25 m, un éclat blanc de4 secondes par période de 5 secondes. Sa portée est de 13 milles nautiques (environ 24 km).

## Caractéristiques dufeu maritime
Fréquence : 5 secondes (W)
- Lumière : 4 secondes
- Obscurité : 1 seconde

Identifiant : ARLHS : USA-248 ; USCG : 7-341 .

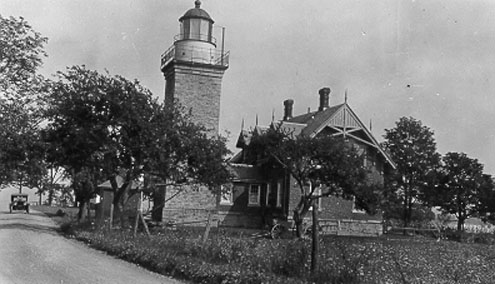
Le phare anciennement
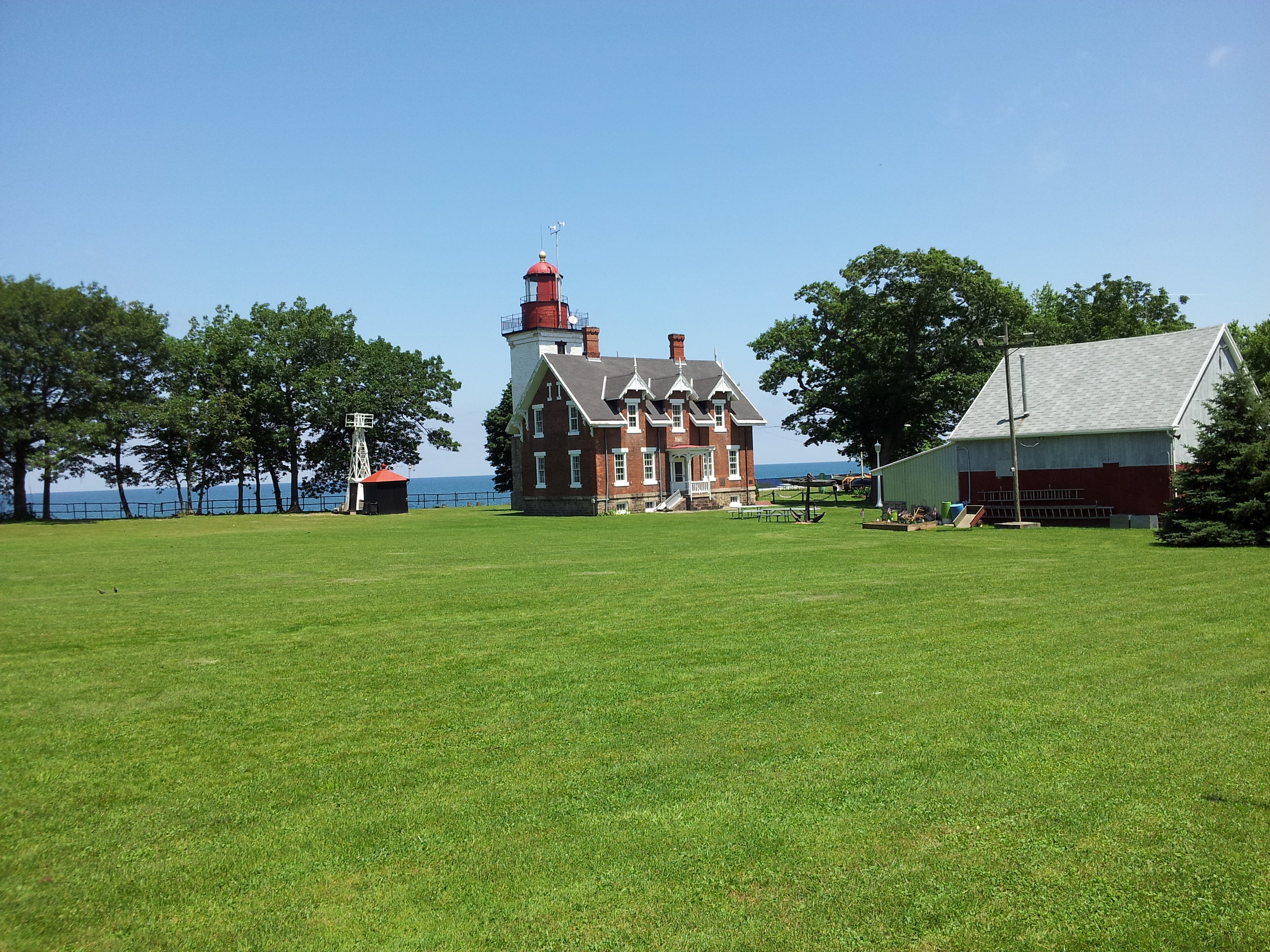
Phare de Dunkirk actuellement

### Lien connexe
- Liste des phares de l'État de New York